# Nouri Ouznadji
 (septembre 2008).
Si vous disposez d'ouvrages ou d'articles de référence ou si vous connaissez des sites web de qualité traitant du thème abordé ici, merci de compléter l'article en donnant les références utiles à sa vérifiabilité et en les liant à la section « Notes et références ».
Nouri Ouznadji, né le 30 décembre 1984 à Alger, est un footballeur algérien évoluant au poste d'attaquant.

## Biographie
Il est formé au centre de formation du NA Hussein Dey qui a révélé des joueurs tels que Rabah Madjer ou Mohamed Khedis. Il joue sa première saison professionnelle en 2004-2005 sans réellement s'imposer. Il dut attendre encore un an avant de se révéler au grand public, puisqu'en 2006-2007, il marque cinq buts pour son équipe et en 2007-2008 sept buts en championnat et trois en coupe d'Algérie. Grâce à ses belles performances il est recruté par la JS Kabylie au mercato d'été 2008. Il est international espoir.
Après une moitié de saison difficile, il quitte la JSK pour l'USM Alger avec laquelle il ne réussit pas à s'imposer à cause de son manque de sérieux.[non neutre] Il quitte l'USMA en juin 2012, après la fin de son contrat.

## Statistiques
| Saison                | Club                  | Championnat           | Championnat | Championnat | Coupe(s) nationale(s) | Coupe(s) nationale(s) | Compétition(s) continentale(s) | Compétition(s) continentale(s) | Compétition(s) continentale(s) | Total | Total |
| Saison                | Club                  | Division              | M.          | B.          | M.                    | B.                    | Comp.                          | M.                             | B.                             | M.    | B.    |
| 2003-2004             | NA Hussein Dey        | 1                     | 4           | 0           | 0                     | 0                     | -                              | -                              | -                              | 4     | 0     |
| 2004-2005             | NA Hussein Dey        | 1                     | 4           | 0           | 0                     | 0                     | -                              | -                              | -                              | 4     | 0     |
| 2005-2006             | NA Hussein Dey        | 1                     | 24          | 1           | 3                     | 1                     | C3                             | 4                              | 0                              | 31    | 2     |
| 2006-2007             | NA Hussein Dey        | 1                     | 25          | 5           | 1                     | 0                     | -                              | -                              | -                              | 26    | 5     |
| 2007-2008             | NA Hussein Dey        | 1                     | 25          | 7           | 4                     | 2                     | -                              | -                              | -                              | 29    | 9     |
| 2008-2009             | JS Kabylie            | 1                     | 12          | 2           | 0                     | 0                     | -                              | -                              | -                              | 12    | 2     |
| 2008-2009             | USM Alger             | 1                     | 7           | 1           | 0                     | 0                     | -                              | -                              | -                              | 7     | 1     |
| 2009-2010             | USM Alger             | 1                     | 25          | 5           | 1                     | 0                     | -                              | -                              | -                              | 26    | 5     |
| 2010-2011             | USM Alger             | 1                     | 21          | 5           | 1                     | 0                     | -                              | -                              | -                              | 22    | 5     |
| 2011-2012             | USM Alger             | 1                     | 16          | 2           | 0                     | 0                     | -                              | -                              | -                              | 16    | 2     |
| 2012-2013             | USM Blida             | 2                     | 26          | 8           | 2                     | 1                     | -                              | -                              | -                              | 28    | 9     |
| 2013-2014             | USM Bel Abbès         | 2                     | -           | -           | 1                     | 1                     | -                              | -                              | -                              | 1     | 1     |
| 2014-2015             | NA Hussein Dey        | 1                     | 27          | 7           | 3                     | 0                     | -                              | -                              | -                              | 30    | 7     |
| 2015-2016             | USM Bel Abbès         | 2                     | -           | -           | 3                     | 0                     | -                              | -                              | -                              | 3     | 0     |
| Total sur la carrière | Total sur la carrière | Total sur la carrière | 216         | 43          | 19                    | 5                     | -                              | 4                              | 0                              | 239   | 48    |